# Willem Stoeder
Willem Stoeder (Utrecht 29 maart 1831 – Amsterdam, 24 oktober 1902) was een Nederlands hoogleraar.

## Leven
Op 31 juli 1851 deed Stoeder examen aan de Universiteit van Utrecht voor het vak apotheker. Hij had daarbij vier jaar les gehad van Gerardus Johannes Mulder (scheikunde), Johannes Petrus Izaak de Fremery (natuurkunde) en Cornelis Adrianus Bergsma (plantkunde). Hij werd provisor bij Nieuwenhuijs & Van Bemmel, later Nieuwenhuijs & Stoeder. In die  hoedanigheid zat hij diverse keren in de geneeskundige raad. In 1867 werd hem het lectorschap aangeboden bij Athenaeum Illustre (voorloper van de Universiteit van Amsterdam), maar hij weigerde. Hij zegde tevens zijn baan aan de Industrieschool voor Meisjes aan de Weteringschans op.
In januari 1878 werd hij weer voorgedragen als buitengewoon hoogleraar in de artsenijbereidkunde, galeniek en receptuurkunde aan de Universiteit van Amsterdam. Hij kreeg die aanstelling en mocht een lezing houden over "De Nederlandse farmacie in haar wording, haar zijn en haar streven. dispenseervormen etc." Hij schreef diverse artikelen voor Het Pharmaceutisch Weekblad en werd secretaris bij de Nederlandsche Maatschappij ter Bevordering der Pharmacie, waarvan hij voorzitter was van 1885 tot 1889. In 1891 kwam zijn boek Geschiedenis der Pharmacie in Nederland uit. In 1892 zat hij in de examenraad van genoemde universiteit. Hij schreef mee aan de nieuwe editie van Pharmacopee, een handboek voor medicijnen, in 1899 was hij lid van de Pharmacopee-commissie. Op 16 september 1901 ging hij met pensioen, nadat hij op 8 juni van dat jaar zijn afscheidsrede had gehouden beginnende met de tekst "Er is een tijd van komen en een tijd van gaan". Op 8 juni kreeg hij ook een portret door Jan Veth overhandigd.

## Privé
Hij ging op 19 juni 1862 in ondertrouw met Hendrika van Blijenburgh met een huwelijk op 3 juli 1862. Zij overleed kinderloos op 12 februari 1894, 54 jaar oud. Stoeder was de eerste bewoner van Stadhouderskade 154 en ligt begraven op Zorgvlied.